# Ahmed Al-Fahad Al-Sabah
Šejk Ahmed Al-Fahad Al-Ahmed Al-Sabah (arabsky أحمد الفهد الأحمد الصباح‎, * 12. srpna 1963) je kuvajtský politik a sportovní funkcionář. Od roku 2012 je předsedou Asociace národních olympijských výborů.

## Životopis
Šejk Al-Sabah pochází z vládnoucí kuvajtské dynastie Sabahů. Vystudoval Kuvajtskou univerzitu a Kuvajtskou vojenskou akademii. Od roku 2000 působil v různých ministerských funkcích, např. jako ministr informatiky, energetiky a národní bezpečnosti. Ve funkci ministra energetiky také předsedal Organizaci zemí vyvážejících ropu (OPEC).
Je předním asijským sportovním a olympijským činovníkem. Byl předsedou Kuvajtského olympijského výboru, od roku 1991 předsedá Asijské olympijské radě a od roku 2012 Asociaci národních olympijských výborů, je členem Mezinárodního olympijského výboru. Je místopředsedou Mezinárodní házenkářské federace a předsedou Asijské házenkářské federace. V květnu 2015 byl zvolen do exekutivy mezinárodní fotbalové federace FIFA a záhy se podle médií intenzivně angažoval v zákulisních jednáních předcházejících volbě nástupce Seppa Blattera ve funkci předsedy FIFA.
V roce 2006 byl trenérem kuvajtské fotbalové reprezentace, ale v kvalifikaci na Asijský pohár 2007 jeho tým neuspěl, když na jeho úkor postoupila Austrálie. Následně Al-Sabah kritizoval rozhodnutí Asijské fotbalové konfederace o přijetí Austrálie do svých řad.
Podle deníku Guardian se stal důležitým činitelem zákulisních jednání před důležitými hlasování, list jmenuje mezi jeho aktivitami podporu úspěšné kandidatury Thomase Bacha na post předsedy MOV, kandidatury Tokia na pořádání OH 2020 nebo Buenos Aires na pořádání OH mládeže.
Sám se jako sportovec aktivně věnoval házené, jezdectví a jachtingu.